# James George Needham
James George Needham (ur. 16 marca 1868 w Virginii w stanie Illinois, zm. 24 lipca 1957 w Ithace) – amerykański entomolog i limnolog.
Urodził się w Virginii w stanie Illinois. W latach 1896–98 studiował wraz z Comstockiem na Cornell University. W latach 1898–1907 był nauczycielem biologii na Lake Forest University. W 1908 roku wrócił na Cornell University jako docent limnologii. Gdy w 1914 roku Comstock przeszedł na emeryturę, Needham został dyrektorem Wydziału Entomologii na Cornell University. Był nim do swojego przejścia na emeryturę w 1935 roku.
J.G. Needham opublikował wiele artykułów, materiałów dydaktycznych i podręczników. Znany jest z wprowadzenia systemu Comstocka-Needhama używanego do opisu użyłkowania skrzydeł owadów.